# چانگان رایتون سی‌سی
چانگان رایتون سی‌سی (睿骋) یک سدان اندازه متوسط است که توسط چانگان اتومبیل تولید می‌شود.

## بررسی اجمالی
یک خودروی مفهومی کانسپت به‌نام چانگان رایتون سی‌سی در نمایشگاه خودرو شانگهای ۲۰۱۵ در چین رونمایی شد، اما هیچ ارتباط بصری با نسخه تولیدی نداشته‌است.

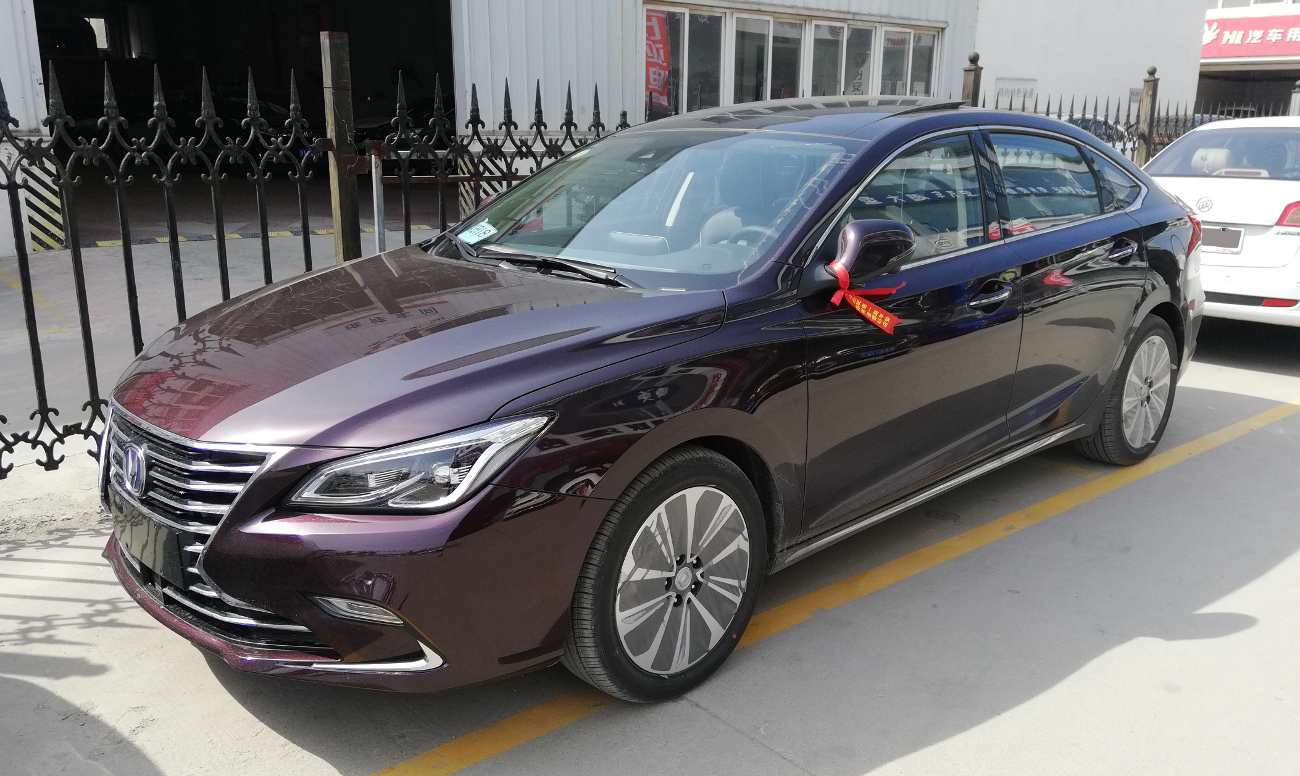
چانگان رایتون سی‌سی (جلو)
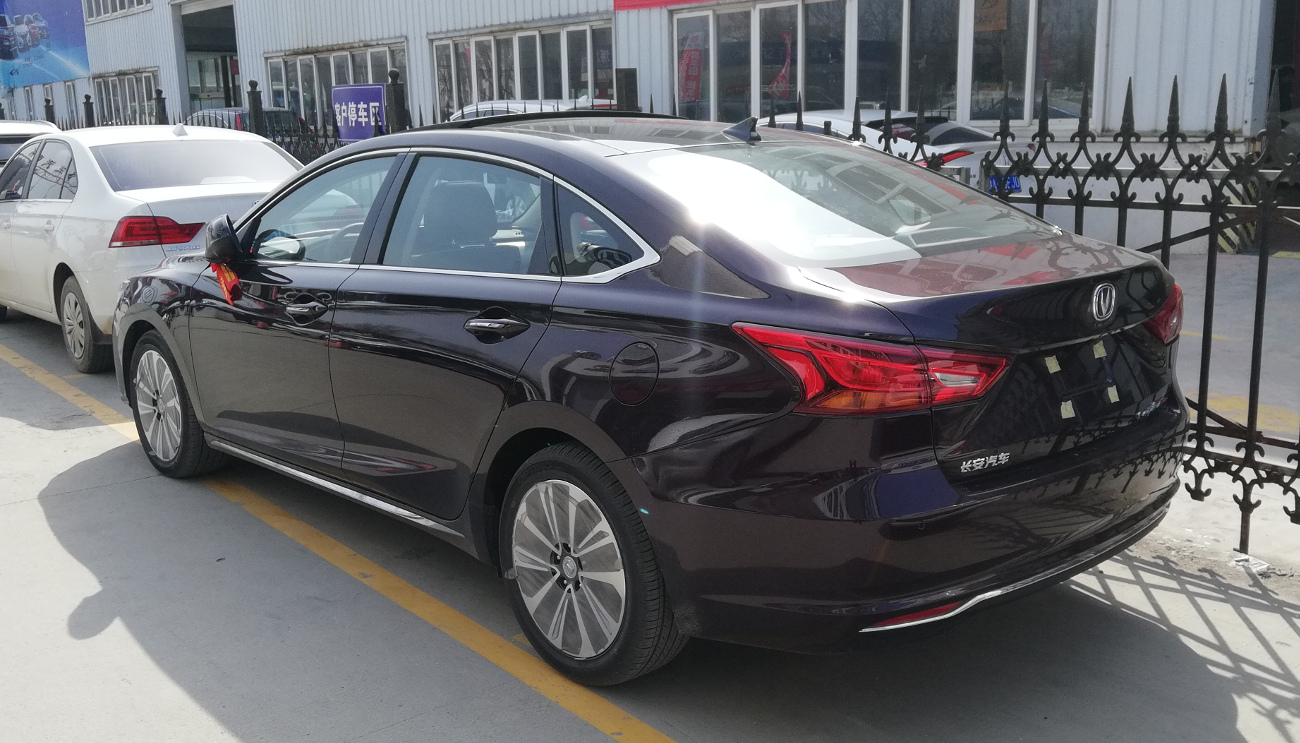
چانگان رایتون سی‌سی (عقب)

### فیس‌لیفت ۲۰۲۰
در سال ۲۰۱۹، مدل ۲۰۲۰ چانگان رایتون سی‌سی رسماً عرضه شد. مدل بروز شده دارای یک نام چینی جدید است که به صورت رویچنگ سی‌سی تلفظ می‌شود. فیس‌لیفت رایتون سی‌سی ۲۰۲۰ در مجموع پنج سطح تریم با محدوده قیمتی بین ۹۴٫۹۰۰ تا ۱۲۸٫۹۰۰ یوان (۱۳٫۴۱۰ تا ۱۸٫۲۱۴ دلار آمریکا) عرضه شد.

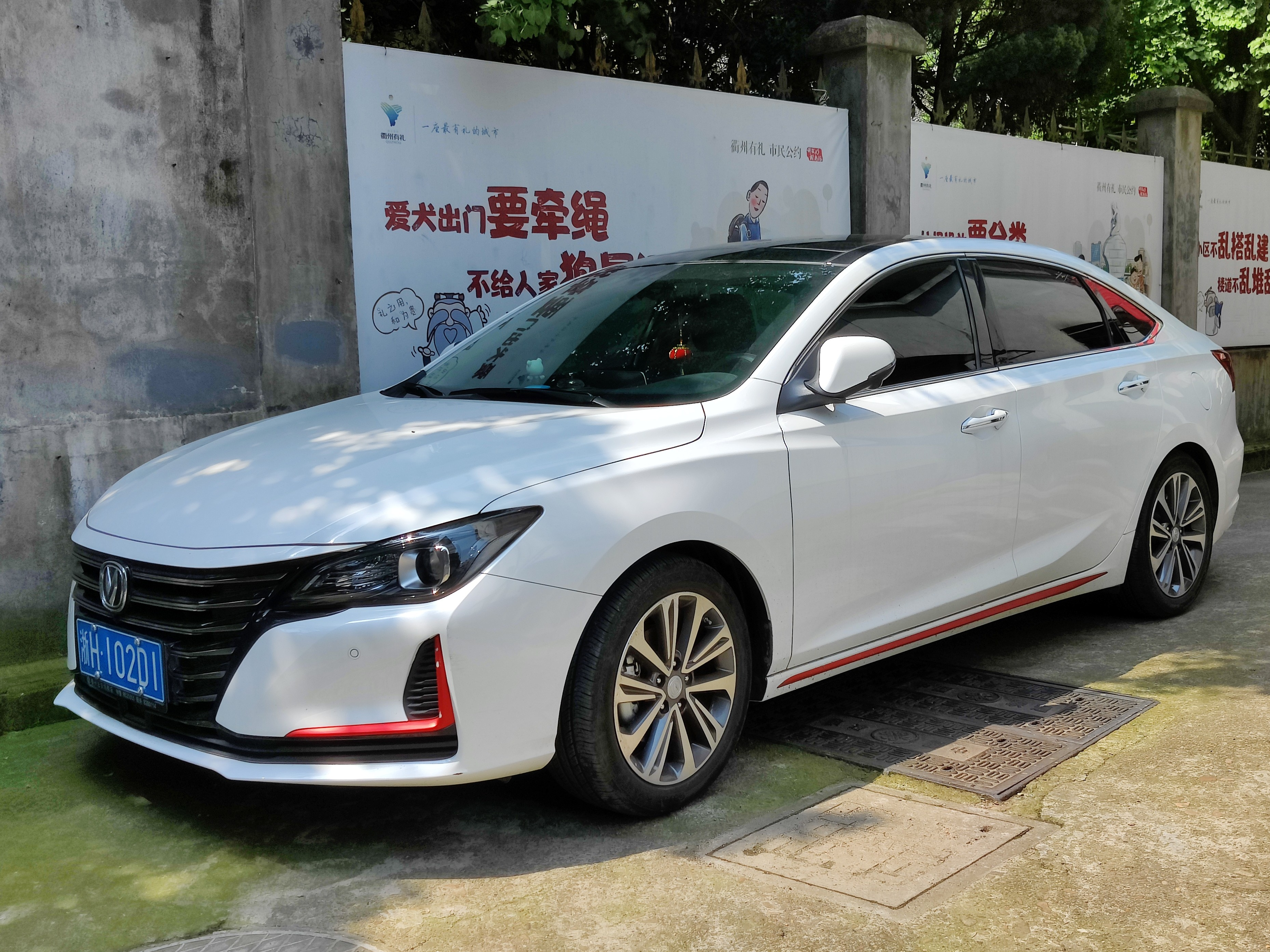
فیس‌لیفت چانگان رایتون سی‌سی ۲۰۲۰ (جلو)
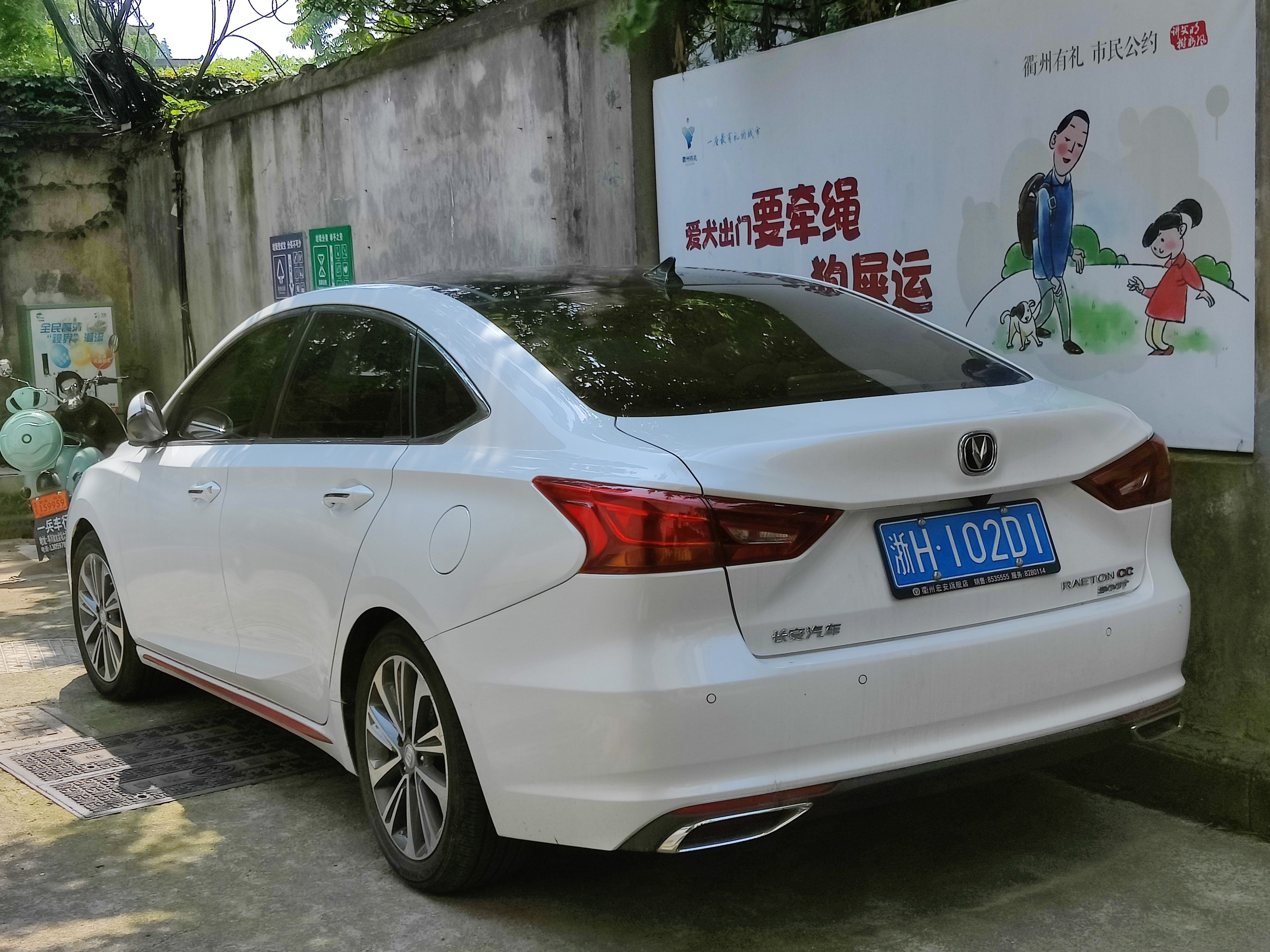
فیس‌لیفت چانگان رایتون سی‌سی ۲۰۲۰ (عقب)